# Базандаевское озеро
Базанда́евское озеро — солёное озеро на севере Боградского района Хакасии. Около южного берега озера располагается село Базандаиха.
Находится в древней долине реки Енисей. Котловина остаточного происхождения. Абсолютная высота — 268 м над уровнем моря. Берега низменные, характерны солончаки.